# エリカ・ウィーブ
エリカ・ウィーブ (英語: Erica Wiebe、1989年6月13日 - ）は、カナダ・オンタリオ州スティッツビル出身の女子レスリング選手である。2016年リオデジャネイロオリンピック75kg級の金メダリスト。
2012年ロンドンオリンピックにはリア・キャラハンのトレーニングパートナーとして帯同。2013年ユニバーシアードでは72k級で銅メダル獲得。2014年コモンウェルスゲームズで75kg級で金メダル獲得。2015年もユニバーシアード、ゴールデングランプリヤリギン国際大会で続けて金メダル獲得も、パンアメリカンゲームズには選出されなかった。
2016年リオデジャネイロオリンピックではカナダ代表に選出される。決勝でグーゼル・マニウロワを破り金メダルを獲得。カナダのオリンピックレスリング競技においてダニエル・イガリ、キャロル・ハインに次いで3人目の金メダリストとなった。